# Петров, Владимир Сергеевич (Герой Социалистического Труда)
Владимир Сергеевич Петров (19 июля 1892 — 2 октября 1943) — российский и советский военный деятель.
Участник Первой мировой, Гражданской и Великой Отечественной войн. Поручик Российской императорской армии и полковник Красной армии. Член ВКП(б) с 1942 года. Герой Социалистического Труда (1943).

## Биография
Владимир Петров родился 19 июля 1892 года в Калуге в семье слесаря. Получил базовое образование в церковно-приходской школе и городском четырёхклассном училище. В возрасте шестнадцати лет начал работать писарем в нотариальной конторе.
С началом Первой мировой войны был мобилизован, а после направлен в Виленское военное училище на 4-х месячные курсы прапорщиков. По выпуску воевал на Западном и Румынском фронтах, получил звание поручика.
После Октябрьской революции перешёл на сторону большевиков. В конце 1917 года занял в Калуге должность секретаря профсоюзного комитета Сызранско-Вяземской железной дороги. Годом спустя был мобилизован в Красную армию — в должности командира роты, а затем начальника штаба одного из стрелковых полков принимал участие в боевых действиях на Западном фронте. Во время советско-польской войны участвовал в боях под Пинском, с 1920 по 1922 годы — в борьбе против вооружённых отрядов атамана Булак-Балаховича на территории бывшей Минской губернии. По окончании Гражданской войны продолжил службу в РККА.
В 1929 году Владимир Петров окончил курсы переподготовки командного и политического состава сухопутных войск «Выстрел» и был назначен помощником начальника штаба 5-й железнодорожной бригады, дислоцировавшейся на Дальнем Востоке. В 1933 году он был назначен на должность командира её 22-го строительного железнодорожного полка.
В начале весны 1941 года 5-я железнодорожная бригада была передислоцирована на Украину для строительства, реконструкции и обустройства Львовской железной дороги. С началом Великой Отечественной войны Петров был назначен командиром 13-й отдельной железнодорожной бригады (ождбр), бойцы которой в течение трёх суток сдерживали наступление войск Вермахта во время обороны Бердичева. Под руководством Владимира Сергеевича они же осуществляли техническое обеспечение отступления советских войск на левом берегу Днепра — восстанавливали разрушенные железнодорожные пути для эвакуации войск и мирного населения, одновременно уничтожая железнодорожную инфраструктуру на пути продвижения противника.
В октябре 1941 года 13-я ождбр Петрова осуществляла заграждение Харьковского железнодорожного узла, а также минирование прилегающих к нему участков Харьков — Белгород, Харьков — Готня, Готня — Белгород. В мае-июне 1942 года в ходе наступления немецко-фашистских войск на юг 13 ождбр разрушила Купянский железнодорожный узел. В ходе Сталинградской битвы осуществляла техническое прикрытие участков Поворино — Иловля и Поворино — Балашов. Ещё до разгрома 6-й армии Вермахта бригада Петрова приступила к восстановлению Сталинградского железнодорожного узла.
После перехода Красной армии в наступление бригада занялась восстановлением и строительством новых наземных транспортных путей в прифронтовой зоне. В течение 8 дней бригада Петрова под его личным контролем возвела мост через реку Северский Донец протяжённостью 250 метров. В результате авианалёта мост был разрушен, но уже через несколько дней после этого восстановлен.
Полковник Петров погиб 2 октября 1943 года во время разминирования путей Красный Лиман — Родаково. Похоронен на станции Яма (ныне Донецкая область, Украина).

## Награды
Имел следующие награды
- Звание Героя Социалистического Труда (указ Президиума Верховного Совета СССР от 5 ноября 1943) — за особые заслуги в обеспечении перевозок для фронта и народного хозяйства и выдающиеся достижения в восстановлении железнодорожного хозяйства в трудных условиях военного времени[5];
  - Медаль «Серп и Молот» (5 ноября 1943);
  - Орден Ленина (5 ноября 1943);
- Орден Красного Знамени (13 апреля 1943)[6];
- Орден Отечественной войны 1-й степени (16 октября 1943)[7];
- Орден Красной Звезды (27 марта 1942)[8].